# Diritti LGBT in Lesotho
Nel paese le persone LGBT non sono perseguitate legalmente ma non dispongono degli stessi diritti delle persone eterosessuali (sia come singoli che come coppia).

## Leggi riguardanti l'omosessualità
Nel 2012 l'omosessualità maschile è stata legalizzata. L'omosessualità femminile non è mai stata messa al bando.

## Matrimonio egualitario
Secondo le leggi del paese il matrimonio è consentito solo alle coppie di sesso opposto.

## Protezioni dalle discriminazioni
Non esiste una protezione specifica contro la discriminazione basata sull'orientamento sessuale o sull'identità di genere.

## Adozione
Il Child Welfare and Protection Act del 2011 disciplina le adozioni permettendo solo alle coppie sposate la possibilità di adottare un bambino. Gli uomini single e le coppie dello stesso sesso non sono autorizzati a farlo.

## Tabella riassuntiva
| Attività e relazioni sessuali legali                                                  | (maschile dal 2012) (femminile da sempre) |
| Parità dell'età di consenso                                                           | (dal 2012)                                |
| Leggi anti-discriminazione sul lavoro                                                 | No                                        |
| Leggi anti-discriminazione nella fornitura di beni e servizi                          | No                                        |
| Leggi anti-discriminazione in tutti gli altri settori (incluse le espressioni d'odio) | No                                        |
| Matrimonio egualitario                                                                | No                                        |
| Unione civile                                                                         | No                                        |
| Step-child adoption                                                                   | No                                        |
| Adozione                                                                              | No                                        |
| Autorizzazione a prestare servizio nelle forze armate                                 | ?                                         |
| Diritto di cambiare genere nei documenti                                              | ?                                         |
| Accesso alla fecondazione in vitro per le lesbiche                                    | No                                        |
| Surrogazione di maternità                                                             | No                                        |
| Permesso di donare il sangue                                                          | No                                        |